# توماس روبرتسون
توماس روبرتسون (بالإنجليزية: Thomas Robertson)‏ هو سياسي أسترالي، ولد في 1830، وتوفي في 1 أكتوبر 1891. انتخب عضو الجمعية التشريعية نيو ساوث ويلز.